# Єгупець
«Єгупець» – художньо-публіцистичний альманах. Заснований 1995 у Києві Інститутом юдаїки, 2007 продовжено Центром юдаїки Національного університету «Києво-Могилянська академія» (директор  — Леонід Фінберг). Перші шість номерів вийшли у видавництві «Сфера», наступні – у видавництві «Дух і Літера». Виходить 1–2 рази на рік українською та російською мовами; наклад складає 1000 прим. Найбільш резонансними публікаціями альманаху стали статті Ю. Тувіма, І. Дзюби, С. Аверинцева, Ш. Маркіша, Б. Сарнова, В. Скуратівського.

## Назва
Назва «Єгупець» взята з автобіографічної творчості Шолом-Алейхема; цим вигаданим топонімом письменник іронічно називав Київ. Слово походить від «Єгипту», натякаючи на роки полону та вигнання — бо «в Києві євреї мучаться так само як колись в єгипетському рабстві».

## Наповнення та автори
Друкує художні твори (зокрема вірші В. Блаженних, М. Яснова, М. Фішбейна; раніше неопубліковану прозу І. Мераса, Г. Снегірьова, С. Алексієвич, Х. Краль, І. Бабеля, Ф. Горенштейна; листи К. Чуковського, Шолом-Алейхема, І. Еренбурґа, А. Ефроса, Л. Квітко), публіцистичні статті про побут та культурне життя євреїв (переважно українських), історію Києва, українсько-єврейського та юдео-християнського діалогу, матеріали про єврейське мистецтво; переклади статей, художніх творів і мемуарів з івриту, їдишу, польської, англійської, французької, та інших мов. 
Від свого заснування альманах був двомовним, російсько-українським. З часом, а зокрема, після Революції гідності, альманах позиціюється як україномовний, матеріали з російської подаються в перекладі.  

## Публікації
В альманаху публікувалися знакові українські, українсько-єврейські та інші автори.

## Публіцистика та інтерв’ю
- Випуск №1 — Г. Аронов, «Мій родовід»,
- Випуск №1 — Ан-ський, «Шолом-Алейхем, Перец і Фруг»,
- Випуск №2 — Художник Матвій Вайсберг,
- Випуск №2 — До 100-ліття Ісаака Бабеля,
- Випуск №3 — В. Скуратівський, «”Протоколи сіонських мудреців“ — до анатомії одного міту»,
- Випуск №3 — М. Петровський, «Ліля»,
- Випуск №3 — Л. Шолохова, «Воскресіння єврейських мелодій»,
- Випуск №5 — М. Петровський, «Шум і лють Аркадія Белінкова», «Київське тяжіння Давида Мирецького»
- Випуск №7 — Ю. Шаповал, «Так ”добивали“ сіонізм»
- Випуск №8 — Ц. Ґітельман, «Пристрасть, причетність, відчуження: єврейські громади України та Росії»,
- Випуск №8 — Є. Бауер[en], «Форми єврейського опору під час Голокосту»,
- Випуск №8 — Г. Скляренко, «Художник Олександр Ройтбурд»,
- Випуск №9 — Ж. Ковба, «Випробувані життям і смертю»,
- Випуск №9 — М. Вайскопф, «Ми були наче уві сні…»,
- Випуск №9 — І. Сергєєва, «Семен Якимович Ан-ський»,
- Випуск №10 — Й. Петровський-Штерн, «Російський ”Дибук“: образи й перевтілення»,
- Випуск №11 — А. Епштейн, «Ізраїльські араби: діалектика громадянської та національної ідентичності»,
- Випуск №11 — Ю. Морозов і Т. Дерев’янко, «Біля витоків єврейського кіно»,
- Випуск №11 — Я. Тинченко, «Єврейські формування Західної України: громадянська війна»,
- Випуск №13 — Г. Скляренко, «Київський художник Леонід Туровецький»
- Випуск №14 — І. Горбачова, «Небезпечні запасники юдаїки в Національному художньому музеї України»,

### Поезія
- Випуск №2 — Дора Хайкіна, Ріва Балясна
- Випуск №4 — поезія Й. Бродського в перекладах О. Забужко,
- Випуск №5 — поезія Рози Ауслендер,
- Випуск №6 — поезія Єжи Лєца в перекладах Л. Череватенка,
- Випуск №7 — поезія Давида Гофштейна в перекладах М. Лукаша,
- Випуск №7 — поезія І. Фефера, Г. Аполлінера та Х. Смирненського в перекладах М. Лукаша,
- Випуск №11 — поезія Мойсея Фішбейна,
- Випуск №11 — поезія Хаїма-Нахмана Бяліка та Переца Маркіша,
- Випуск №13 — поезія Р. М. Рільке в перекладі М. Фішбейна,
- Випуск №14 — поезія Х. Л. Борхеса,

### Художня проза
- Випуск №1 — Бруно Шульц, «Птахи», «Ніч великого сезону»,
- Випуск №1 — оповідання Ісаака Бабеля,
- Випуск №4 — Інна Лісова, «Манечка і Фрідочка»,
- Випуск №5 — Інна Лісова, «Начерк м’яким грифелем»,
- Випуск №5 — Г. Аронов, «Футбол у червні»,
- Випуск №7 — Г. Снєгірьов, «Роман-донос»,
- Випуск №7 — Г. Канович, «Світло незгасної пам’яти»,
- Випуск №7 — С. Алексієвич, «Чудний олень одвічних ловів»,
- Випуск №8 — Інна Лісова, «Хвіртка»,
- Випуск №9 — оповідання Ханни Краль,
- Випуск №10 — І. Хорошунова, «Другий рік війни»,
- Випуск №10 — Януш Корчак, «На самоті з Богом»,
- Випуск №10 — І. Лісова, «Лібретто»,
- Випуск №10 — Станіслав Єжи Лец, «Незачесані думки»
- Випуск №11 — оповідання Бориса Хазанова,
- Випуск №11 — оповідання Етґара Керета,
- Випуск №13 — Я. Корчак, «Діти Біблії», «Мойсей»,
- Випуск №14 — Ф. Горенштейн, «Сни Тимура»,

### Спогади й архівні публікації
- Випуск №2 — Вісім листів Шолом-Алейхема В. Вайсблату,
- Випуск №4 — Ю. Вудка, «Спогади про друзів»
- Випуск №4 — М. Петровський, «Урок напередодні ювілею»
- Випуск №6 — Ш. Маркіш «Перец Маркіш — батько, єврей, поет»
- Випуск №7 — Пам'яті Рахілі Баумволь
- Випуск №9 — Лев Квітко, листи М. Хащеватському та А. Гурштейну,
- Випуск №9 — Є. Сверстюк, «Наш Ар'є»
- Випуск №10 — Г. Кочур, листи,
- Випуск №10 — «Час і його художник», творча біографія В. Сидура,
- Випуск №11 — М. Береговський, «Стисла характеристика наукової діяльності проф. Климента Васильовича Квітки»,
- Випуск №12 — Л. Первомайський, з книги «Дикий пегас» (1924-1964),

## Розповсюдження
Альманах розповсюджується на комерційній основі у книгарні видавництва «Дух і Літера» та книгарнях України. Значна частина примірників розповсюджується серед авторів збірника відповідно до традиції підпільного обігу книг пізньорадянської доби.
Номери альманаху доступні для перегляду на відкритій платформі ISSUU.

## Редколегія
Головний редактор – Гелій Аронов (від 1995), від 1998 співредактор. – Мирон Петровський. Після смерті пана Мирона головним редактором альманаху виступає Леонід Фінберг.
Станом на 2021 рік редакційна колегія діє в такому складі:
- Леонід Фінберг.
- Костянтин Сігов.
- Валерія Богуславська.
- Анна Уманська — відповідальна секретарка.
- Світлана Сімакова.